# Bergelmir (lune)
Bergelmir (désignation provisoire S/2004 S 15) est l'une des lunes de Saturne. Sa découverte fut annoncée par Scott S. Sheppard, David Jewitt, Jan Kleyna, et Brian G. Marsden le 4 mai 2005, d'après des observations faites entre le 12 décembre 2004 et le 9 mars 2005.
Bergelmir mesure environ 6 kilomètres de diamètre et elle fait le tour de son orbite en 1 006,659 jours.
Elle porte le nom de Bergelmir, géant de glace de la mythologie nordique, petit-fils d'Ymir et membre des Hrimthursar, un des deux seuls géants de glace à ne pas s'être noyés dans le sang d'Ymir.